# تو مو

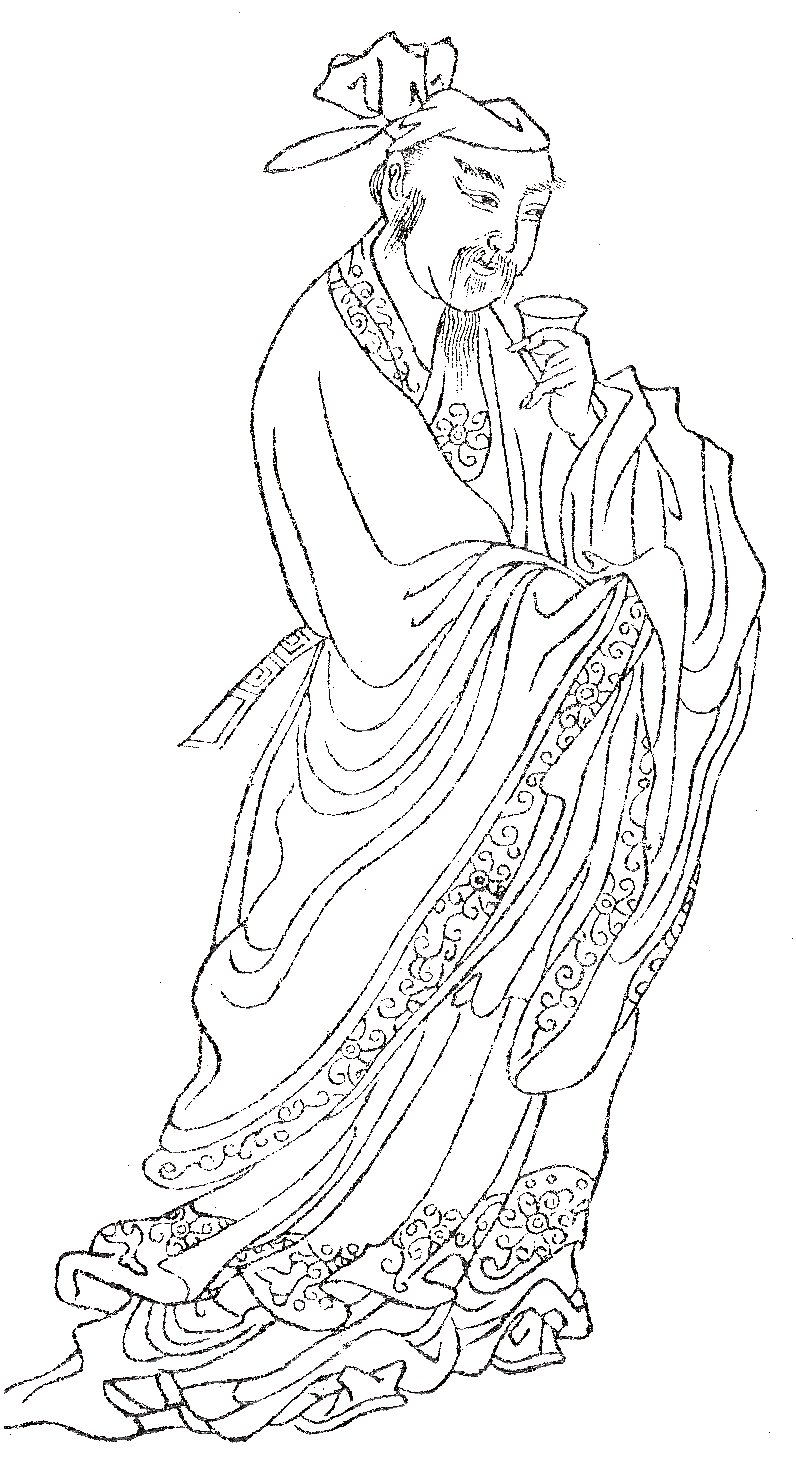
تو مو

تو مو(چینی:杜牧) شاعر پیشگام واقع گرا در اواخر عصر امپراتوری تانگ بود. او در چانگ آن زاده شده بود. او در مورد طبیعت اشعار بسیار گفته است، وی همچنین به ستایش و وصف بزرگان می‌پرداخت. او داستانهای بلند را نیز در قالب شعر می‌نوشت.